# 泉大津市立上條小学校
泉大津市立上條小学校（いずみおおつしりつ かみじょうしょうがっこう）は、大阪府泉大津市東助松町にある公立小学校。

## 沿革
- 1874年（明治7年）6月 - 助松小学校として開校。
- 1888年（明治21年）6月 - 助松簡易小学校と改称。
- 1893年（明治26年）5月22日 - 上條尋常小学校として開校式を行い、同日を創立記念日とする。
- 1909年（明治42年）10月 - 現在地に移転。
- 1922年（大正11年）4月 - 高等科を併設し、上條尋常高等小学校と改称。
- 1941年（昭和16年）4月1日 - 大津町立上條国民学校と改称。
- 1942年（昭和17年）4月1日 - 市制の施行により、泉大津市立上條国民学校と改称。
- 1947年（昭和22年）4月1日 - 泉大津市立上條小学校と改称。

## 通学区域
- 綾井1番地～8番地、末広町1丁目、2丁目6番、助松団地1番1号～5号、2番、助松町1丁目～4丁目（＊調整区域有り）、東助松町1丁目～4丁目、森町1丁目11番～14番、2丁目1番～3番、臨海町1丁目[1]

※卒業後は基本的に泉大津市立小津中学校に進学する。